# Widma w mieście Breslau
Widma w mieście Breslau – powieść kryminalna polskiego pisarza Marka Krajewskiego w cyklu „Eberhard Mock”.

## Fabuła
Akcja powieści rozgrywa się we Wrocławiu w roku 1919. Na jednej z wysepek w rozlewiskach Odry dwóch gimnazjalistów dokonuje makabrycznego odkrycia. Przybyły na miejsce asystent kryminalny Eberhard Mock odnajduje okrutnie okaleczone ciała czterech mężczyzn, a przy nich adresowaną do siebie tajemniczą notatkę. Ekscentryczny morderca wciąga go w grę, której stawką jest życie kolejnych ludzi. Policjanci podążają jego tropem w podziemny świat tajnych sekt okultystycznych i sutenerów oferujących bogatym klientom zakazane rozrywki.